# Bella Caledonia
Bella Caledonia és una revista digital creada l'octubre del 2007 a Edimburg, Escòcia, pels escriptors Mike Small i Kevin Williamson. La publicació no està aliliada a cap partit polític i apareix com a suplement de 24 pàgines del periòdic The National el primer dissabte de mes. Durant el debat previ al referèndum d'independència d'Escòcia del 2014, Bella Caledonia va donar suport a la campanya Sí, tenint 40.000 lectors diaris, 500.000 lectors diferents mensuals amb un pic d'un milió l'agost del 2014. Després del referèndum es va continuar editant amb una barreja d'articles de política i cultura. A partir del 2015 va començar a publicar en llengua escocesa i gaèlica.